# الجنبية
الجنبية هي قرية تقع في الشمال الغربي من مملكة البحرين بالقرب من خليج البحرين. وهي تقع إلى الجنوب من بني جمرة وإلى الغرب من قرية سار. الجنبية ضمن المحافظة الشمالية من البلاد. القرية معروفة بتربية الجمال التي يصل عددها إلى نحو 100 من الإبل.

## التاريخ
الجنبية موطن لمئات من تلال الدفن القديمة التي يعود تاريخها إلى 2200 قبل الميلاد خلال عصر دلمون. يعتبر الموقع من قبل علماء الآثار بأنها أجد أهم المواقع الأثرية في البلاد. يعتقد أن الناس من القرى القريبة مثل سار والبديع كانوا يدفنون في الجنبية الغنية زراعيا. كان دفن الموتى في العصر الدلموني يتم في وسط البحرين في مواقع مثل مدينة حمد بسبب جفاف المنطقة ولكن لم يكن الحال دائما بهذه الطريقة. شيدت المقابر بأكوام من الرمل والحجر الجيري التي يتم الحصول عليها من البيئة المحيطة القريبة. أسفرت أعمال التنقيب في الجنبية خلال عام 2005 عن العثور على حوالي خمسة وأربعين عمل فني بما في ذلك أختام دلمون التجارية والفخار والقذائف وبيض النعام والخناجر والخرز والسلال وهياكل عظمية بشرية كاملة.
القطع الأثرية التي يعود تاريخها إلى عصر دلمون قبل أكثر من 4000 سنة اكتشفت في تلال الدفن في الجنبية في عام 2005. اكتشفت الأختام التجارية مع نقوش وادي السند التي عززت معتقدات علماء الآثار عن وجود تجارة منتظمة بين حضارات دلمون ووادي السند. عُثر على أختام في تل الدفن الكبير الذي كان يعتقد أنه بني للأثرياء أو رجال الدين.

## المرافق
بالإضافة إلى مزرعة الإبل فإن القرية تستضيف أيضا العديد من المنتجعات ومراكز اللياقة البدنية. يقع معهد بيرلا الدولي للتكنولوجيا إلى جانب الطريق السريع. تقع مدرسة السنابل الخاصة في قرية فضلا عن أكاديمية الأطفال للمعوقين.
الجنبية تستضيف محطة فرعية من طابقين والتي تخضع حاليا لأعمال التجديد حيث سيتم تثبيت مشروع 4000 كيلو واط. سوف تستوعب محولين من 1500 كيلو واط في الطابق الأرضي وأجهزة العزلة والاتصال الرئيسية وأربع لوحات رئيسية التوزيع ذات الجهد المنخفض.